# Pyeongtaek
Pyeongtaek (kor. 평택시) – miasto w Korei Południowej, w prowincji Gyeonggi. W styczniu 2016 liczyło 461 628 mieszkańców.